# Ferencz László (színművész)
Ferencz László névváltozata: Ferenc László (Munkács, 1923. július 11. – Budapest, 1981. május 18.) magyar pantomimművész, színész.

## Életpályája
1923. július 11-én született az akkor Csehszlovákiához tartozó Munkácson. 1950-ben végzett az Színház- és Filmművészeti Főiskolán, ahol 1954-ig mint tanársegéd, majd mint tanár működött. Ez idő alatt a Honvéd Színház és a Madách Színház tagja volt. 1954-ben a Fővárosi Operettszínházhoz szerződött. Karakterszerepeket és epizódfigurákat játszott. Mint pantomimművész önálló esteket is adott. Gyakran szerepelt filmekben, tv-ben és rádióban is.

## Színházi szerepeiből
- Shakespeare: Rómeó és Júlia (Tybald)
- Kálmán Imre: Csárdáskirálynő (Főherceg)
- Brecht–Weill: Koldusopera (Szomorúfűz Walter)
- Emil Sautter–Paul Burkhard: Tűzijáték (József, titkár-inas)
- Kaposy Miklós–Révész Pál: Észnél legyünk! (kabaré)
- Lope de Vega: A kertész kutyája (Riccardo)
- Jókai–Illés Endre–Polgár Tibor: Gazdag szegények (Báró)
- Mikszáth–Benedek András–Semsei Jenő–Sárközy István: Szelistyei asszonyok (Antoine de Marini lovag)
- Romhányi–Semsei Jenő–Kerekes: Kard és szerelem (Don Olivárez)

## Filmszerepei

### Játékfilmek
- Szabóné (1949)
- Hintónjáró szerelem (1954)
- Tanár úr kérem… (1956)
- Csigalépcső
- Két vallomás (1957) – Intézeti nevelő
- Razzia (1958)
- Égrenyíló ablak (1959) – Árus a piacon (Ferenc László néven)
- Gebék és paripák (1959, rövid játékfilm)
- Egy régi villamos (1960)
- Félelem (1960, rövid játékfilm)
- Légy jó mindhalálig (1960)
- Alba Regia (1961)
- Vigyázat, mázolva! (1961, rövid játékfilm)
- Délibáb minden mennyiségben (1961)
- Házasságból elégséges (1961) – Házpartner
- Pesti háztetők (1961)
- Az aranyember (1962) – Brazovics egyik hitelezője
- Bliccelők (1962, rövid játékfilm) – A jegyet nem váltó kisgyerek „apja“
- Házasságból elégséges (1962) – Szobafestő
- Tücsök (1963)
- Új Gilgames (1963)
- A pénzcsináló (1964) – Ügyvéd
- Kár a benzinért (1964) – Szomszéd
- Mit csinált felséged 3-tól 5-ig? (1964) – Útonálló
- Gyerekbetegségek (1965)
- És akkor a pasas… (1966) – Temetőszolga
- Nem várok holnapig… (1967) – Borotválkozó lakó / Kuglizó / Portás
- Tízezer nap (1967) – Cigány
- Hazai pálya (1968) – Csapattag V.
- Különös melódia (1968, rövid játékfilm)
- A nagy kék jelzés (1969) – Jenő második főnöke
- Az örökös (1969) – Pincér
- Sziget a szárazföldön (1969) – Lakáscserélő
- A halhatatlan légiós, akit csak péhovárdnak hívtak (1970) – Strudl úr, konfliskocsis
- Gyula vitéz télen-nyáron (1970) – Hartman segédszínész, Hartman Zsuzsika édesapja
- Hahó, Öcsi! (1971) – Bölcs I.
- Nápolyt látni és… (1972)
- Bástyasétány hetvennégy (1974)[3]
- Mr. McKinley szökése (1975)
- Nem élhetek muzsikaszó nélkül (1978)

### Tévéfilmek
- Háry János (1962) – Ebelasztin báró
- Tóbiás és a többiek (1964) – A tábornok
- A száguldó riporter elindul… (1966) – Fényképész
- Én, Strasznov Ignác, a szélhámos 1-2. (1966) (Ferenc László néven)
- Szerencsés flótás (1966) – Egy vendég
- Veszedelmes labdacsok (1966)
- A sofőr visszatér (eredeti címe: A soffőr visszatér) (1968)
- Bors I. (1968) – Kozák tábornok
- Család ellen nincs orvosság (1968)
- Elméletileg kifogástalan házasság (1968)
- Szomorú Szerelmesek Szanatóriuma (1968)
- Egyszerű kis ügy (1969, rövid tévéjáték)
- Der schwarze Graf (1970, tévésorozat)
- Miért is mentem hozzád feleségül? (1970) (Ferenc László néven)
- Egy óra múlva itt vagyok (1971, tévésorozat) – Munkanélküli álláskereső
- Szerelem a ládában (1971) – Az anyakönyvvezető
- Széplányok sisakban (1972)
- Gőzfürdő (1973) (Ferenc László néven)
- Hasonmás (1973)
- Keménykalap és krumpliorr 1-4. (1973 [1978 mozifilmként], tévésorozat) – Zöldséges
- Uraim, beszéljenek! (1973)
- Floris von Rosemund (1975) – Barend von Hackfort
- Muzsika az éjszakában (1975)
- Sztrogoff Mihály 1-7. (1975, tévésorozat) (1977-es magyar szinkron)
- Ügyes ügyek (1975)
- Zenés TV Színház (1975-1979)

- Lili bárónő (1975)
- A csendháborító (1976)
- A szevillai borbély (1977) – Jegyző
- Maya (1979)
- Robog az úthenger 1-6. (1976) – Tyukodi
- Az Isten is János (1977)
- Bezzeg a Töhötöm (1977) (Ferenc László néven)
- Földünk és vidéke (1977)
- Kolduskaland (1977)
- Kiálts, város! (1978)
- Látástól vakulásig (1978)
- Ördögi szerencse (1978)
- Váljunk el! (1978)
- Alfonshow (1980)
- Apród voltam Mátyás udvarában (1980)
- Csupajóvár (1980) – Ecset Elek, festőművész
- Mese az ágrólszakadt igricről (1980) – Nagy tudor

## Szinkronszerepei
| Év   | Cím                                        | Szereplő     | Színész     | Szinkron év |
| ---- | ------------------------------------------ | ------------ | ----------- | ----------- |
| 1951 | A sorompók lezárulnak (1. magyar szinkron) | Kutyagondozó | N/A         | 1978        |
| 1955 | Az utolsó öt perc                          | N/A          | N/A         | 1972        |
| 1956 | Tizenhárman az asztalnál                   | Badabof      | Mischa Auer | 1963        |